# الیاس بردنر
الیاس بردنر (انگلیسی: Elias Bördner؛ زادهٔ ۱۸ فوریهٔ ۲۰۰۲) بازیکن فوتبال اهل آلمان است.
از باشگاه‌هایی که در آن بازی کرده‌است می‌توان به باشگاه فوتبال آینتراخت فرانکفورت اشاره کرد.